# Pod Holým vrchom
Pod Holým vrchom je přírodní rezervace v oblasti Malé Karpaty.
Nachází se v katastrálním území obce Dolný Lopašov v okrese Piešťany v Trnavském kraji. Území bylo vyhlášeno či novelizováno v roce 1988 na rozloze 12,94 ha. Ochranné pásmo nebylo stanoveno. Předmětem ochrany je suchomilná a teplomilná vegetace Malých Karpat s chráněnými a ohroženými druhy. Jedná se o jednu z mála lokalit s masovým výskytem Ηlaváčku jarního (Adonis vernalis) v CHKO Malé Karpaty.